# Grandeyrolles
Grandeyrolles ist eine französische Gemeinde mit 53 Einwohnern (Stand: 1. Januar 2022) im Département Puy-de-Dôme in der Region Auvergne-Rhône-Alpes (vor 2016 Auvergne). Sie gehört zum Arrondissement Issoire und zum Kanton Le Sancy (bis 2015 Champeix). Die Einwohner werden Grandeyrollais genannt.

## Lage
Grandeyrolles liegt etwa 24 Kilometer südsüdwestlich von Clermont-Ferrand am Couze Chambon in der Limagne. Umgeben wird Grandeyrolles von den Nachbargemeinden Montaigut-le-Blanc im Norden und Osten, Creste im Süden, Verrières im Süden und Südwesten sowie Saint-Nectaire im Westen.

## Bevölkerungsentwicklung
| Jahr                       | 1962 | 1968 | 1975 | 1982 | 1990 | 1999 | 2006 | 2013 |
| Einwohner                  | 75   | 57   | 53   | 49   | 60   | 53   | 61   | 58   |
| Quellen: Cassini und INSEE |      |      |      |      |      |      |      |      |

## Sehenswürdigkeiten

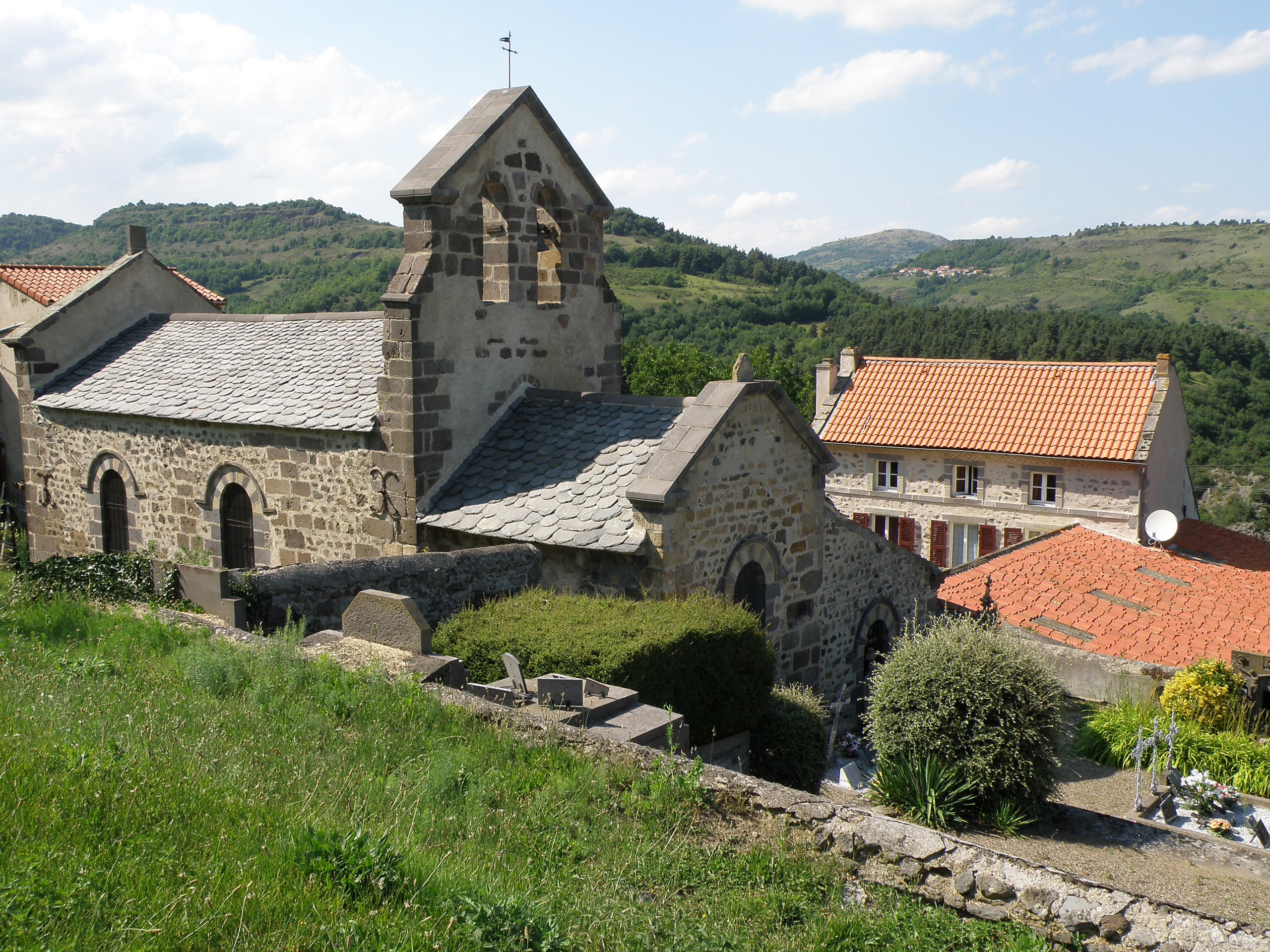
Kirche Saint-Loup
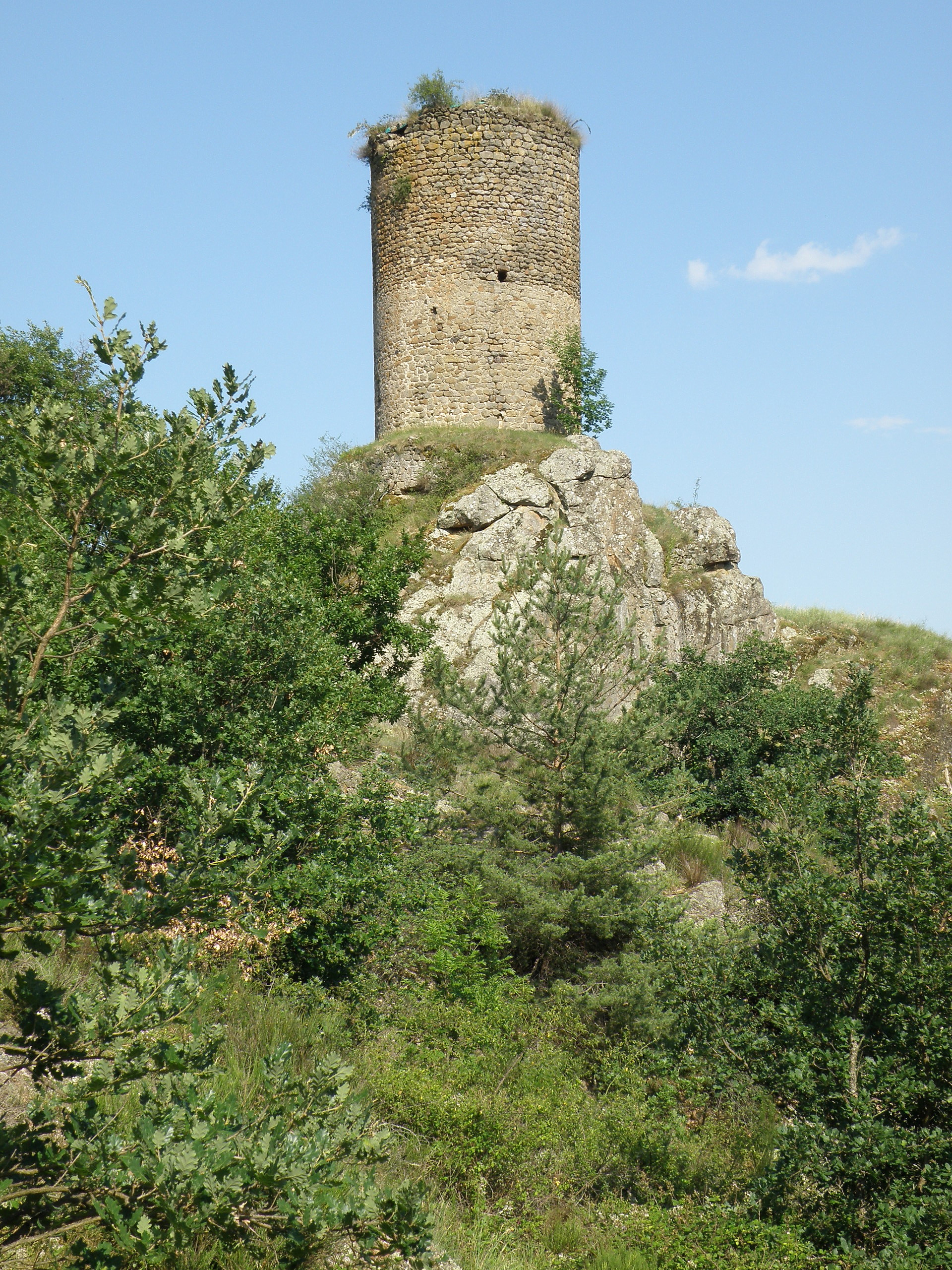
Turm Rognon

- Kirche Saint-Loup
- Turm von Rognon